# Tatort: Der schöne Schein
Der schöne Schein ist ein Fernsehfilm aus der Kriminalreihe Tatort. Der Film mit Eva Mattes als Kriminalhauptkommissarin Klara Blum wurde vom SWR und SRF produziert und am 16. Januar 2011 erstmals in Deutschland ausgestrahlt. Diese 788. Folge der Tatort-Reihe ist der 19. Fall von Klara Blum und der 15. Fall von Kai Perlmann. Reto Flückiger, der Schweizer Kollege, ermittelt zum dritten und letzten Mal mit diesem Team gemeinsam.

## Handlung
Im Kreuzlinger Planetarium wird die Besucherin Bonnie Marquardt tot aufgefunden. Da es sich um eine Deutsche aus Konstanz handelt, wendet sich Reto Flückiger von der Thurgauer Kantonspolizei an Klara Blum, mit der er bereits zweimal erfolgreich zusammengearbeitet hat. Seltsamerweise findet sich im Hals des Opfers ein Goldfisch, an dem sie aber nicht erstickt ist. Sie ist die Eigentümerin einer Schönheitsklinik in Kreuzlingen, in der auch ihr Mann als Anästhesist arbeitet. Blum und Flückiger wollen ihm die Todesnachricht persönlich überbringen und fahren in die Klinik am Bodensee. Er ist jedoch zu einer Tagung im Schwarzwald. So reden sie zunächst mit Dr. Holger Rickert und seiner Frau Gloria, die gemeinsam mit den Marquardts die Klinik aufgebaut haben. Aufgrund des beträchtlichen Vermögens und der Tatsache, dass Bonnie Marquardt dabei war die Scheidung einzureichen, gerät der Ehemann unter Tatverdacht. Sein Alibi wackelt, da er nachweislich nicht auf der Tagung war und auch keine Vorträge gehalten hat.
Perlmann hat inzwischen recherchiert, dass Klinikrechnungen für Brustimplantate zu einer Scheinfirma führen, sodass auch hier ein Tatmotiv zu vermuten ist. Um mehr zu erfahren, schleust Blum ihren Kollegen mit angeblichem Burnout als Patient in die Privatklinik ein. Beim Rundgang mit Gloria Rickert wird Perlmann durch alle Behandlungsräume geführt. Darunter auch ein Raum mit einem Feng-Shui-Aquarium, in welchem acht Goldfische schwimmen sollen, als Symbol für Reichtum und Ausgeglichenheit. Perlmann kann aber nur sieben Fische zählen. Er bemerkt auch Differenzen zwischen Peter Marquardt und der Angestellten Susi Buck, die ihn offensichtlich erpresst. Es gelingt ihm nachts heimlich alte OP-Unterlagen einzusehen, wonach eine Patientin vor drei Jahren, bei einer Nasenkorrektur, einen irreversiblen Hirnschaden erlitten hat. Aufgrund eines gefälschten Narkoseberichts konnte die Klinik rechtlich nicht zur Verantwortung gezogen werden, und die Klage der Mutter blieb erfolglos.
Blum findet heraus, dass Bonnie Marquardt auf der Suche nach einem neuen Chefarzt war, um Rickert abzulösen, nachdem sie feststellen musste, dass Rickert in den letzten Jahren billige Brustimplantate eingekauft und über seine Scheinfirma als angeblich hochwertige Ware weiterverkauft hatte. Insgesamt ist das Verhältnis zwischen den Rickerts und den Marquardts extrem angespannt. Im Streit gesteht Holger Rickert seiner Frau, dass er mit Bonnie ein Verhältnis hatte, wovon Peter Marquardt bereits wusste.
Kurz darauf wird Holger Rickert, am Mast seiner Yacht hängend, ermordet aufgefunden. Blum vermutet dahinter, wie bereits bei dem Goldfisch, eine Botschaft des Mörders. So bleibt Peter Marquardt als alleiniger Tatverdächtiger übrig und Blum weist Perlmann an, seine Tarnung aufzugeben und Gloria Rickert zu beschützen, die sich sehr wahrscheinlich in Gefahr befindet. Als er sie aufsuchen will, erfährt er von einer Nachbarin, dass sie vor kurzem mit jemandem weggefahren ist.
Blum beschäftigt das Mordmotiv, und so sucht sie Marili Rottacher auf, die sich seit dem Narkoseunfall im Wachkoma befindet und in einem Pflegeheim lebt. Dort findet sie heraus, dass der Vater des Mädchens Robert Zöllner heißt und als Hausmeister in der Klinik arbeitet. Während Blum und Flückiger auf der Suche nach ihm sind, wird Peter Marquardt auf dem Golfplatz tot aufgefunden. Zöllner entführt inzwischen seine Tochter aus dem Pflegeheim und hat bereits Gloria Rickert gefesselt im Kofferraum seines Wagens liegen. Er bringt beide zu seinem Boot und fährt mit ihnen auf den Bodensee. Er will, dass Gloria Rickert zusammen mit ihm und seiner Tochter stirbt. Blum und Flückiger sind ihm jedoch auf der Spur und suchen den Bodensee nach dem Boot ab. Als sie es finden und Flückiger Zöllner verhaften will, fällt dieser über Bord und taucht nicht wieder auf.

## Hintergrund
Die Dreharbeiten zu diesem, vom Südwestrundfunk und dem Schweizer Radio und Fernsehen in Zusammenarbeit mit Maran Film produzierten, Tatort-Krimi fanden in Konstanz, Baden-Baden, Kreuzlingen, Romanshorn und der Insel Reichenau unter dem Arbeitstitel Zum Sterben schön bzw. Wer schön sein will muss sterben statt. Klara Blum ermittelt ein letztes Mal gemeinsam mit Reto Flückiger, ihrem Kollegen aus der Schweiz, der 2011 mit einem eigenen Tatort aus Luzern gestartet ist.

## Rezeption

### Einschaltquoten
Die Erstausstrahlung des Tatort Der schöne Schein am 16. Januar 2011  wurde in Deutschland insgesamt von 9,20 Millionen Zuschauern gesehen. Damit wurde ein Marktanteil von 24,00 % erreicht.

### Kritiken
Ulrike Klode von Stern.de urteilt über die Krimimacher dieser Episode: Sie „präsentieren mit Der schöne Schein einen spannenden Krimi. Am Anfang steht ein Mord, es gibt drei Verdächtige mit Motiven, die man aus den Klassikern kennt: Rache, Habgier, Eifersucht. Dazu ein dunkles Geheimnis und Kommissare, die ermitteln und kombinieren. Und am Schluss steht die überraschende Wendung. [...] Die Figur des Mörders ist lange und selbstverständlich eingeführt, ohne dass der Zuschauer einen Verdacht schöpft.“
Rainer Tittelbach von tittelbach.tv kritisiert den Film wie folgt: „Weder das Motiv der Amtshilfe, die "Beziehung" zwischen den Kommissaren noch das Ermitteln inkognito oder der Bodensee als finale Location werden ausgereizt. So bleibt dieser Tatort im Mittelmaß stecken: ein Drehbuch, in dem Vieles auf Intuition und Zufall beruht, das mit Mord-Rätseln („Der Fisch stinkt vom Kopf“) und künstlich inszeniertem Showdown aufwartet, anstatt mit präziser Spannungsdramaturgie.“
Der Tatort Der schöne Schein wird von Swantje Karich bei der FAZ.net als recht durchschnittlich beurteilt und die Kritikerin empfindet diesen Tatort als, eine etwas „überzogene Welt der klinisch Schönen“ in dem „kontinuierlich gemordet“ wird und „Erinnerungen an schwedische Thriller“ geweckt werden. Klara Blum hält sie in dieser Episode für den „Schwachpunkt in diesem sonst packenden, von René Heisig gut in Szene gesetzten Tatort“.
Joachim Hirzel von Focus.de beurteilt den Film als positiv, denn „Der gelungene Bodensee-Krimi spielt in einer Klinik für die perfekte Optik, in der sich höchst unschöne, menschliche Abgründe auftun [...] Regisseur René Heisig hat die Geschichte gut und spannend inszeniert. Lange vermuten wir Bonnies Mörder unter ihren Lieben. Erst spät – und sehr elegant über ein Kuscheltier – verrät der Film die Marili-Episode. Das ist einfallsreich gemacht. Wenn auch, so viel Kritik muss sein, die Suchfahrt auf dem Bodensee am Ende deutlich zu lang(atmig) geriet. Aber es gibt einiges bei diesem Tatort, das darüber hinweg tröstet. Auch gelungene Dialoge.“
Die Kritiker der Fernsehzeitschrift TV Spielfilm beurteilen:

„Die hausbackene Inszenierung treibt der eigentlich hinreichend vertrackten Geschichte die Spannung aus, Humor und Action wirken bemüht. Spannend wie ein Wellnessurlaub.“